# Emil Lückel
Emil Lückel (a veces Lueckel) ( * 1927 - ) es un botánico alemán.

## Algunas publicaciones
- 1983. Miltonioides. En Orchidee 34: 130

### Libros
- 1993. Two dozen annotated orchid limericks. 24 pp.

## Honores

### Epónimos
- (Orchidaceae) Lueckelia Jenny[1]

- La abreviatura «Lückel» se emplea para indicar a Emil Lückel como autoridad en la descripción y clasificación científica de los vegetales.[2]